# Парад на Ходынском поле 1 мая 1918 года
Парад на Ходынском поле 1 мая 1918 года — первый военный парад Красной Армии.

## Ход событий
Постановление о проведении в Москве Первомайского праздника с военным парадом было принято ВЦИК в апреле 1918 года. Командующим парадом был назначен начальник Латышской дивизии И. И. Вацетис.
Мероприятие проходило в два этапа:
- с утра на Красной площади прошли митинг и демонстрация трудящихся с участием небольшого количества войск[1];
- после полудня на Ходынском поле прошли общий парад войск Московского гарнизона и воздушный праздник[1].

В 1918 году выдалась поздняя весна, и во время парада ещё лежал снег.
Утренний митинг начался в 10 часов 30 минут одновременным выступлением нескольких ораторов. В. И. Ленин выступил дважды (сначала у памятника Минину и Пожарскому, затем у Исторического музея); затем выступили Я. М. Свердлов, М. И. Калинин, Ф. Э. Дзержинский и другие члены ЦИК и Совета Народных Комиссаров. После окончания 30-минутного митинга в небо была запущена сигнальная ракета, и по Красной площади прошли колонны трудящихся от всех районов Москвы и войска (пехота, несколько пулемётных «тачанок» и полковые трёхдюймовки).
К концу демонстрации небо прояснилось, и на высоте около 100 метров на скорости 120 км/ч над площадью пролетел аэроплан «Nieuport», который пилотировал лётчик-инструктор Московской школы авиатехники И. Н. Виноградов, рассыпавший листовки с призывом ВЦИК «Грудью встать на защиту социалистического Отечества!».
После этого участвовавшие в демонстрации подразделения отправились по Тверской улице на Ходынское поле (которое в это время находилось на окраине Москвы), где вдоль Петроградского шоссе выстраивались остальные участвующие в военном параде войска.
Музыкальное оформление парада обеспечивал оркестр под управлением Л. А. Петкевича.
Пока оркестр играл «Встречный марш», В. И. Ленин обошёл войска, поздоровавшись с каждой частью, поздравив их с праздником 1 Мая, а затем поднялся на трибуну. После этого оркестр грянул «Колонный» марш, и войска пришли в движение
Марш открыли курсанты курсов красных командиров, за ними шли полки только что сформированных 1-й Московской и Латышской дивизий, за ними — 4-й Московский революционный полк из рабочих Замоскворечья, Варшавский революционный полк из польских интернационалистов, затем — Интернациональный батальон и Коммунистический батальон (которым В. И. Ленин лично вручил Красные знамёна).
Следующими прошли запряжённые четырьмя парами лошадей шестидюймовые орудия «Schneider» отдельного гаубичного полка (на момент участия в параде ещё не получившего свой номер) и самокатчики на велосипедах.
После прохождения войск оркестр заиграл вальс, и начался воздушный праздник — в показательных выступлениях, проходивших под руководством начальника Московской авиационной школы Б. К. Веллинга участвовали свыше десяти аэропланов моделей «Sopwith», «Nieuport» и «Voisin». Наиболее эффектными и сложными были выступления лётчика-инструктора В. Жукова и лётчика-испытателя Б. И. Россинского. На одном из аэропланов рядом с пилотом М. Лерхе в воздух поднялся Ф. Э. Дзержинский.
В общей сложности в параде приняли участие 30 тысяч военнослужащих РККА.
На параде присутствовали В. И. Ленин, Надежда Константиновна Крупская, Мария Ильинична Ульянова.
Этот парад заложил традицию проведения в СССР первомайских военных парадов (которые проходили ежегодно до 1961 года).